# Psammolyce scoticensis
Psammolyce scoticensis är en ringmaskart som beskrevs av Ernst Ferdinand Nolte 1936. Psammolyce scoticensis ingår i släktet Psammolyce och familjen Sigalionidae. Inga underarter finns listade i Catalogue of Life.